# Dorylomorpha stelviana
Dorylomorpha stelviana är en tvåvingeart som beskrevs av Christian Kehlmaier 2008. Dorylomorpha stelviana ingår i släktet Dorylomorpha och familjen ögonflugor.
Artens utbredningsområde är Italien. Inga underarter finns listade i Catalogue of Life.